# Троицкое (Черниговская область)
Тро́ицкое (укр. Троїцьке; до 2016 Кирово, до 1934 Рыково) — село в Новгород-Северском районе Черниговской области Украины. Население — 537 человек. Занимает площадь 1,48 км². В селе расположена Троицкая церковь — православный храм и памятник архитектуры местного значения.
Почтовый индекс: 16060. Телефонный код: +380 4658.

## История
Троицкое (Кирово, Рыков), село в Черниговской области. Близ села, (правый берег реки Десны) по дороге в Форостовичи, городище. Культурный слой содержит отложения древнерусского (XI—XIII вв.) времени.
Рыково и по названию своему и по положению на дороге из Новгорода в Чернигов, поселение дотатарское. Без сомнения оно и Яворостовка с Мельтековым были в числе сел княжеских, сожженных в 1146 г. Число прихожан в 1770 г. 518 м. 490 ж.; в 1790 г. 550 м. 520 ж.; в 1810 г. 555 м. 540 ж.; в 1830 г. 500 м. 547 ж.; в 1850 г. 447 м. 489 ж.; в 1860 г. 496 м. 518 ж.

## Власть
Орган местного самоуправления — Кировский сельский совет. Почтовый адрес: 16060, Черниговская обл., Новгород-Северский р-н, с. Кирово, ул. Кирова, 51.